# وینزر (کارولینای شمالی)
وینزر (به انگلیسی: Windsor) شهری در ایالت کارولینای شمالی کشور ایالات متحده آمریکا است که جمعیت آن در سرشماری سال ۲۰۱۰ میلادی، ۳٬۶۳۰ نفر بوده‌است.